# HCAW
HCAW（蘭: HCAW、発音: ハー・セー・アー・ヴェー）は、オランダの北ホラント州ブッスムを拠点とする野球チーム。ホーフトクラッセ所属。HCAWブッスム（HCAW Bussum）の呼称も用いられる。

## 概要
野球部門とソフトボール部門から成るスポーツクラブ「ホンク＝エン・ソフトバルクルプ・アレン・ウェールバール（Honk- en Softbalclub "Allen Weerbaar"）」の野球チーム。
1957年9月23日創設。クラブの起源は1938年に創設されたブッスム自治体のスポーツクラブまで遡ることができる。ホーフトクラッセの在籍シーズン数は歴代最多。
1990年頃から2014年までの間、スポンサー名のミスターコッカー（Mr. Cocker）を冠していた。

## 歴史
- 1938年 - ブッスム自治体のスポーツクラブ「HC'38」に野球部門が設置される。
- 1949年 - HC'38の野球部門がサッカークラブ「アレン・ウェールバール（オランダ語版）」に移管。
- 1957年 - アレン・ウェールバールから野球部門が独立し、野球クラブ「HCAW（Honkbalclub "Allen Weerbaar"）」となる[注 2]。この時をクラブ創設と定めている。
- 1966年 - ソフトボール部門が設置され、野球・ソフトボールクラブ「HCAW（Honk- en Softbalclub "Allen Weerbaar"）」となる。
- 1967年 - ホーフトクラッセに初昇格。（以降、1983年を除く全シーズンにおいてホーフトクラッセに在籍[注 3]）
- 1989年 - 同じくホーフトクラッセに所属するアムステル・テイヘルス（Amstel Tijgers）[注 1]と統合され、HCAWテイヘルス（HCAW-Tijgers）となる。
- 1995年 - HCAWの名称に戻す。
- 1996年 - ホーフトクラッセ初優勝。
- 2000年 - ヨーロピアンカップII（イタリア語版）[注 4]初優勝。
- 2023年 - 欧州チャンピオンズカップ初優勝。

## 所属選手
2016年シーズン現在
| 投手 | 投手         | 投手                                         |
| #    | 国           | 選手名                                       |
| ---- | ------------ | -------------------------------------------- |
| 6    | オランダの旗 | モレノ・フォーク (Moreno Vork)               |
| 11   | オランダの旗 | サンデル・ヘルマンダッチ (Sander Helmendach) |
| 16   | オランダの旗 | カイ・ラムスタイン (Kaj Timmermans)          |
| 18   | オランダの旗 | ヘイス・ファン・エルス (Gijs van Els)        |
| 19   | オランダの旗 | オスカー・ムーリス (Oscar Meuris)            |
| 21   | オランダの旗 | ティム・ニーキルク (Tim Niekerk)             |
| 28   | オランダの旗 | イアン・ドゥラマーレ (Ian Delamarre)         |
| 29   | オランダの旗 | ジム・プロエガー (Jim Ploeger)               |
| 38   | オランダの旗 | ジョバンニ・テンセン (Giovanni Tensen)       |
| 45   | オランダの旗 | マルコ・シェル (Marco Schel)                 |
| --   | オランダの旗 | ジェイ=ジェイ・ミューラー (Jay-Jay Muller)   |
| 捕手 |              |                                              |
| #    | 国           | 選手名                                       |
| 7    | オランダの旗 | レヴィーン・ガブリエルズ (Levine Gabriëls)   |
| 17   | オランダの旗 | ローワン・ファン・ホーク (Rowan van Hoek)    |
| 20   | オランダの旗 | パスカル・ゼグワード (Pascal Zegwaard)       |
| --   | オランダの旗 | ディラン・コースター (Dylan Koster)          |

| 内野手 | 内野手       | 内野手                                       | 内野手 |
| #      | 国           | 選手名                                       |        |
| ------ | ------------ | -------------------------------------------- | ------ |
| 2      | オランダの旗 | イェーレ・ブローヴ (Jelle Blaauw)            |        |
| 3      | オランダの旗 | ケヴィン・ニーフェルト (Kevin Nieveld)       |        |
| 5      | オランダの旗 | ケヴィン・ヴェイヘルツ (Kevin Weijgertse)    |        |
| 9      | オランダの旗 | ローリー・エンリケ (Roelie Henrique)         |        |
| 23     | オランダの旗 | ロッシーニ・フローリク (Rossini Frolijk)     |        |
| 25     | オランダの旗 | ジャンニ・フローリク (Gianni Frolijk)        |        |
| 26     | オランダの旗 | ダルビン・コルトスタム (Dalvin Kortstam)     |        |
| 30     | オランダの旗 | ヴィンス・ルーイ (Vince Rooi)                |        |
| 34     | オランダの旗 | デラノ・セラッサ (Delano Selassa)            |        |
| 外野手 |              |                                              |        |
| #      | 国           | 選手名                                       |        |
| 8      | オランダの旗 | ジュリアン・ゴインズ (Julian Goins)          |        |
| 14     | オランダの旗 | マルシアーノ・フィリッピ (Marciano Philippi) |        |
| 27     | オランダの旗 | ラオレル・コルトスタム (Raoell Kortstam)     |        |
| 32     | オランダの旗 | ボイド・タフマリー (Boyd Tuhumury)           |        |